# Таузанд-Оакс
Таузанд-Оакс (англ. Thousand Oaks) — місто (англ. city) в США, в окрузі Вентура штату Каліфорнія. Населення — 126 966 осіб (2020).

## Географія
Таузанд-Оакс розташований за координатами 34°11′36″ пн. ш. 118°52′27″ зх. д. / 34.19333° пн. ш. 118.87417° зх. д. (34.193290, -118.874235).  За даними Бюро перепису населення США в 2010 році місто мало площу 142,92 км², з яких 142,53 км² — суходіл та 0,39 км² — водойми.

## Демографія
Згідно з переписом 2010 року, у місті мешкали 126 683 особи в 45 836 домогосподарствах у складі 33 391 родини. Густота населення становила 886 осіб/км².  Було 47497 помешкань (332/км²).
Расовий склад населення:
| - 80,3 % — білих - 8,7 % — азіатів - 1,3 % — чорних або афроамериканців - 0,4 % — корінних американців - 0,1 % — вихідців з тихоокеанських островів - 5,4 % — осіб інших рас |

До двох чи більше рас належало 3,8 %. Частка іспаномовних становила 16,8 % від усіх жителів.
За віковим діапазоном населення розподілялося таким чином: 23,7 % — особи молодші 18 років, 61,6 % — особи у віці 18—64 років, 14,7 % — особи у віці 65 років та старші. Медіана віку мешканця становила 41,5 року. На 100 осіб жіночої статі у місті припадало 95,8 чоловіків;  на 100 жінок у віці від 18 років та старших — 93,3 чоловіків також старших 18 років.
Середній дохід на одне домашнє господарство  становив 128 259 доларів США (медіана — 100 946), а середній дохід на одну сім'ю — 145 420 доларів (медіана — 117 491). Медіана доходів становила 85 303 долари для чоловіків та 61 540 доларів для жінок. За межею бідності перебувало 6,2 % осіб, у тому числі 6,4 % дітей у віці до 18 років та 4,7 % осіб у віці 65 років та старших.
Цивільне працевлаштоване населення становило 62 509 осіб. Основні галузі зайнятості: освіта, охорона здоров'я та соціальна допомога — 19,2 %, науковці, спеціалісти, менеджери — 16,5 %, виробництво — 11,6 %, фінанси, страхування та нерухомість — 10,8 %.

## Відомі особистості
В поселенні народилась:
- Гейлі Клосон (* 1995) — американська фотомодель.